# Wayne Matthew
Hon. Wayne Anthony Matthew (* 14. Januar 1958 in Henley Beach, South Australia) ist ein australischer Politiker der Liberal Party, der zwischen 1989 und 2006 Mitglied des South Australian House of Assembly sowie mehrmals Minister war.

## Leben
Wayne Anthony Matthew absolvierte ein Studium an der University of Adelaide und war danach als Systemanalytiker und Projektleiter tätig. Bei der Wahl am 25. November 1989 wurde er für die Liberal Party im Wahlkreis Bright erstmals zum Mitglied der South Australian House of Assembly gewählt, des Unterhauses des Parlaments von South Australia, und konnte sich dabei gegen den bisherigen Wahlkreisinhaber Derek Robertson von der Australian Labor Party (ALP) durchsetzen. Er vertrat den Wahlkreis bis zu seinem Verzicht auf eine erneute Kandidatur bei der Wahl am 18. März 2006, woraufhin Chloë Fox von der ALP diesen Wahlkreis gewann.
Nach dem Wahlsieg der Liberalen Partei bei der Wahl am 11. Dezember 1993 wurde Matthew in die Regierung von Premier Dean Brown berufen und bekleidete in dieser zwischen dem 14. Dezember 1993 und dem 28. November 1996 die Ämter als Minister für Rettungsdienste (Minister for Emergency Services), als Minister für Justizvollzugsdienste (Minister for Correctional Services) und als Minister für staatliche Regierungsdienste (Minister for State Government Services).
In der darauf folgenden Regierung von Premier John Olsen fungierte er vom 28. November bis zum 12. Dezember 1996 erneut kurzzeitig als Minister für Rettungsdienste, Minister für Justizvollzugsdienste sowie Minister für staatliche Regierungsdienste und war darüber hinaus zwischen dem 14. Dezember 1993 und dem 12. Dezember 1996 als Mitglied des Exekutivrates (Executive Council). Nachdem er ein Jahr kein Regierungsamt bekleidet hatte, war er nach einer Umbildung der Regierung Olsen vom 17. Dezember 1997 bis zum 8. Oktober 1998 zunächst Minister für Informationsdienste (Minister for Information Services) und Minister für Verwaltungsdienste (Minister for Administrative Services). Danach war er zwischen dem 8. Oktober 1998 bis zum 14. Februar 2000 Minister für die Umsetzung der Anforderungen an das Jahr 2000 (Minister für die Einhaltung des Jahres 2000) sowie daraufhin vom 14. Februar 2000 bis zum 22. Oktober 2001 Minister für Mineralien und Energie (Minister for Minerals and Energy) und Beigeordneter Minister beim stellvertretenden Premierminister (Minister Assisting the Deputy Premier).
In der anschließenden Regierung von Premier Rob Kerin, der letzten liberalen Regierung bis 2018, übernahm er vom 22. Oktober 2001 bis zum 5. März 2002 weiterhin den Posten als Minister für Mineralien und Energie und zudem zwischen dem 22. Oktober und dem 4. Dezember 2001 als Beigeordneter Minister beim stellvertretenden Premierminister. Daneben gehörte er zwischen dem 25. Oktober 2001 und dem 5. März 2002 auch wieder dem Exekutivrat als Mitglied an. Nach seinem Ausscheiden aus dem Parlament am 18. März 2006 war er als Lobbyist tätig. Am 24. Oktober 1997 wurde ihm der Höflichkeitstitel The Honourable verliehen.

## Hintergrundliteratur
- Parliament of South Australia: Statistical Record of the Legislature 1836–2007 (Memento vom 11. März 2019 im Internet Archive)